# Сливница (Львовская область)
Сливница (укр. Сливниця) — село в Хыровской городской общине Самборского района Львовской области Украины.
Население по переписи 2001 года составляло 169 человек. Занимает площадь 0,021 км². Почтовый индекс — 82051. Телефонный код — 3238.